# Christoph Zuccalli
Dominikus Christoph Zuccalli (* vor 1650 in Roveredo, Graubünden; † vor dem 3. November 1702 in München), auch Domenico Christophorus Zuccalli, war ein Schweizer Architekt und Baumeister des Barock.

## Leben
Domenico arbeitete mit seinem Vetter Kaspar Zuccalli seit den sechziger Jahren des 17. Jahrhunderts im Innviertel. Er kam um 1659 nach München und wirkte auch als Palier unter seinem anderen Vetter Enrico Zuccalli am Schleissheimer Schloss. Von 1674 bis 1685 war er tätig am Chorherrenbau zu Altötting in Oberbayern
tätig; er erstellte die Pläne für das Chorherrenstift zu Aurach im Jahr 1685, dann arbeitete er unter Enrico Zuccalli als Maurermeister an der Klosterkirche des Benediktinerklosters St. Veit von 1687 bis 1691, erbaute 1700 die Sakristei der Kirche St. Maria Himmelfahrt in Bodenkirchen.
Sein Sohn war der Baumeister Giovanni Gaspare Zuccalli.

## Werke
- 1651 Erweiterung der Pfarrkirche Andrichsfurt
- 1661/68 Wallfahrtskirche Gartlberg in Pfarrkirchen
- 1667/68 Pfarrkirche Brunnenthal
- Kirche des Chorherrenstifts in Gars am Inn
- Stadtpfarrkirche St. Johannes der Täufer in Vilshofen
- Um 1680 Neubau der ehemaligen Benediktinerabtei Asbach (Bauten des Osthofes) im Ortsteil Asbach des Marktes Rotthalmünster
- 1686 Katholische Wallfahrtskirche Mariä Heimsuchung in Langwinkl
- 1686/87 Wallfahrtskirche Maria Hilf in Vilsbiburg
- Ab 1687 Prälatur des Klosters Au am Inn
- 1683/94 Katholische Wallfahrtskirche Sankt Salvator in Mühldorf am Inn, Stadtteil Ecksberg
- 1698/99 Maria-Eich-Kapelle in Mühldorf am Inn